# Édouard Crut
Édouard Crut, né le 16 avril 1901 à Neuilly-sur-Seine et mort le 24 octobre 1974 à Marseille, est un footballeur français qui joua dans les années 1920 et 1930, notamment à l'Olympique de Marseille et à l'OGC Nice. 
Crut marque un doublé en finale de la Coupe de France 1924, notamment le but décisif en prolongation, et permet à l'O.M. de soulever la première Coupe de France de son histoire.
Il joue également comme international français entre 1924 et 1927 comptant huit sélections et six buts.
Il marque notamment trois buts en huitième de finale des jeux olympiques de 1928, face à la Lettonie.

## Palmarès
- Vainqueur de la Coupe de France : 1924, 1926 et 1927 (Olympique de Marseille).